# Liste der Naturdenkmale in Ediger-Eller
Die Liste der Naturdenkmale in Ediger-Eller nennt die im Gemeindegebiet von Ediger-Eller ausgewiesenen Naturdenkmale (Stand 25. März 2024).

## Naturdenkmale
| Nr.         | Bezeichnung                             | Lage                                                        | Beschreibung                                                                                         | Bild                                    |
| ----------- | --------------------------------------- | ----------------------------------------------------------- | --- | --------------------------------------- |
| ND-7135-377 | Buchsbaumbestand am Südhang des Calmont | Eller, nordwestlich des Ortes am Steilhang des Calmont Lage | Buxus sempervirens; flächenhaftes Naturdenkmal, ca. 5 ha in mehreren Teilflächen; teilweise zu Bremm | Fotos hochladen                         |
| ND-7135-386 | Bruder-Heinrich-Basaltstock             | Ediger, südöstlich des Ortes; Abteilung Niederwald Lage     | auch Einsiedelei; Felsformation mit Klause                                                           | Direkt Bild zu diesem Denkmal hochladen |